# Àrees protegides de Romania
La llista d'àrees protegides de Romania inclou parcs nacionals i parcs naturals. Al voltant del 5,18% de la superfície de Romania té un estat protegit (12.360 km²), inclòs el delta del Danubi, que constitueix la meitat d'aquestes àrees (el 2,43% de la superfície de Romania).

## Parcs nacionals
Hi ha 14 parcs nacionals que sumen 3.223 km²:
| Nom                      | Ubicació (comtat)                         | Àrea (ha) | Any de establiment | Any de declaració | Imatge | Lloc web                  |
| ------------------------ | ----------------------------------------- | --------- | ------------------ | ----------------- | ------ | ------------------------- |
| Buila-Vânturarița        | Vâlcea                                    | 4.186     | 2005               | 2005              |        | buila.ro                  |
| Călimani                 | Mureș, Suceava, Harghita, Bistrița-Năsăud | 24.041    | 1975               | 2000              |        | calimani.ro               |
| Ceahlău                  | Neamț                                     | 7.742,5   | 1995               | 2000              |        | ceahlaupark.ro            |
| Cheile Bicazului-Hășmaș  | Harghita, Neamț                           | 6.575     | 1990               | 2000              |        | cheilebicazului-hasmas.ro |
| Cheile Nerei-Beușnița    | Caraș-Severin                             | 36.758    | 1990               | 2000              |        | cheilenereibeusnita.ro    |
| Cozia                    | Vâlcea                                    | 17.100    | 1966               | 2000              |        | cozia.ro                  |
| Delta del Danubi         | Tulcea                                    | 5.762,16  | 1991               | 2000              |        | ddbra.ro                  |
| Domogled-Valea Cernei    | Caraș-Severin, Mehedinți, Gorj            | 61.211    | 1982               | 2000              |        | domogled-cerna.ro         |
| Defileul Jiuliu          | Gorj, Hunedoara                           | 11.127    | 2005               | 2005              |        | defileuljiului.ro         |
| Munții Măcinului         | Tulcea                                    | 11.151,82 | 2000               | 2000              |        | parcmacin.ro              |
| Muntanyes de Rodna       | Bistrița-Năsăud, Maramureș                | 47.177    | 1990               | 2000              |        | parcrodna.ro              |
| Piatra Craiului          | Argeș, Brașov                             | 14.773    | 1938               | 2000              |        | pcrai.ro                  |
| Retezat                  | Hunedoara                                 | 38.047    | 1935               | 2000              |        | retezat.ro                |
| Semenic-Cheile Carașului | Caraș-Severin                             | 36.664    | 1982               | 2000              |        | pnscc.ro                  |

### Proposta de caça
El parlament romanès va debatre el setembre de 2008 un projecte de llei que pretenia obrir 13 parcs nacionals a la caça sostenible, per tal de gestionar la biodiversitat de la fauna salvatge en aquestes zones i promoure un major turisme i els ingressos que s'acompanyen necessaris per donar suport i mantenir els parcs. No obstant això, després de diverses protestes d'organitzacions ecologistes, la llei va ser rebutjada pel president Traian Băsescu. Actualment, la caça està prohibida als parcs nacionals de Romania.

## Parcs naturals
Hi ha 17 parcs naturals que sumen 5.492,33 km²:
| Nom                             | Ubicació (county)          | Àrea (ha) | Any d'establishment | Any de declaració | Imatge | Pàgina web                                                              |
| ------------------------------- | -------------------------- | --------- | ------------------- | ----------------- | ------ | ----------------------------------------------------------------------- |
| Apuseni                         | Alba, Bihor, Cluj          | 75,784    | 1990                | 2000              |        |                                                                         |
| Brăila                          | Brăila                     | 17,529    | 1978                | 2000              |        | [bmb.ro Àrees protegides de Romania - Lloc web oficial]                 |
| Bucegi                          | Brașov, Dâmbovița, Prahova | 32,663    | 1974                | 2000              |        | [bucegipark.ro Àrees protegides de Romania - Lloc web oficial]          |
| Cefa                            | Bihor                      | 5,002     | 2010                | 2010              |        |                                                                         |
| Cindrel                         | Sibiu                      | 9,873     | 2000                | 2000              |        |                                                                         |
| Comana                          | Giurgiu                    | 24,963    | 2005                | 2005              |        | [comanaparc.ro Àrees protegides de Romania - Lloc web oficial]          |
| Dumbrava Sibiului               | Sibiu                      | 993       | 1963                | 2000              |        |                                                                         |
| Grădiștea Muncelului-Cioclovina | Hunedoara                  | 38,184    | 1979                | 2000              |        | [gradiste.ro Àrees protegides de Romania - Lloc web oficial]            |
| Hațeg Dinosaur                  | Hunedoara                  | 1,023.92  | 2005                | 2005              |        | [hateggeoparc.ro Àrees protegides de Romania - Lloc web oficial]        |
| Portes de Ferro                 | Caraș-Severin, Mehedinți   | 115,665.8 | 1990                | 2000              |        | [pnportiledefier.ro Àrees protegides de Romania - Lloc web oficial]     |
| Lunca Joasă a Prutului Inferior | Galați                     | 8,247     | 2005                | 2005              |        |                                                                         |
| Muntanyes de Maramureș          | Maramureș                  | 148,850   | 2004                | 2004              |        | [muntiimaramuresului.ro Àrees protegides de Romania - Lloc web oficial] |
| Mehedinți Plateau               | Gorj, Mehedinți            | 106.5     | 2005                | 2005              |        |                                                                         |
| Mureș Floodplain                | Arad                       | 171.66    | 2005                | 2005              |        | [luncamuresului.ro Àrees protegides de Romania - Lloc web oficial]      |
| Putna-Vrancea                   | Vrancea                    | 30,204    | 2004                | 2004              |        | [putnavrancea.ro Àrees protegides de Romania - Lloc web oficial]        |
| Mureș Defile                    | Mureș                      | 9,156     | 2007                | 2007              |        |                                                                         |
| Vânători-Neamț                  | Neamț                      | 30,818    | 1999                | 2000              |        | [vanatoripark.ro Àrees protegides de Romania - Lloc web oficial]        |

## Reserves naturals
Les reserves naturals són espais naturals protegits per la llei per protegir i conservar hàbitats i espècies naturals importants. Les dimensions de les reserves naturals varien i depenen de la superfície necessària per als elements naturals protegits. A més d'activitats científiques, les administracions de reserves naturals fomenten activitats tradicionals i ecoturístiques que no afecten el paisatge natural. En aquestes zones no està permès utilitzar recursos naturals.
Hi ha 617 reserves d'aquest tipus que sumen 2.043,55 km².

## Reserves científiques
Les reserves científiques també són zones protegides que, com les anteriors, tenen com a objectiu protegir i preservar els hàbitats naturals. La diferència és que les reserves científiques no poden rebre visites de turistes. Aquestes àrees solen contenir espècies vegetals i animals rares o elements naturals particulars, per la qual cosa estan prohibides les activitats humanes, excepte les activitats de recerca i educació. L'entrada sense permís a les reserves científiques està sancionada amb multes considerables.
Hi ha 55 reserves d'aquest tipus que sumen 1.112,77 km².

## Monuments naturals
Hi ha 234 monuments naturals que sumen 77,05 km².